# Kavakami Nobuo
Kavakami Nobuo (Szaitama, 1947. október 4. –) japán válogatott labdarúgó.

## Nemzeti válogatott
A japán válogatottban 41 mérkőzést játszott.

## Statisztika
| Japán válogatott | Japán válogatott | Japán válogatott |
| Időszak          | Mérk.            | gól              |
| ---------------- | ---------------- | ---------------- |
| 1970             | 4                | 0                |
| 1971             | 1                | 0                |
| 1972             | 8                | 0                |
| 1973             | 5                | 0                |
| 1974             | 5                | 0                |
| 1975             | 9                | 0                |
| 1976             | 8                | 0                |
| 1977             | 1                | 0                |
| Összesen         | 41               | 0                |